# تشايلد أوكيفورد
تشايلد أوكيفورد (بالإنجليزية: Child Okeford) هي قرية وأبرشية مدنية تقع في مقاطعة دورست بجنوب غرب إنجلترا. تقع القرية على بعد حوالي 5.6 كم جنوب غرب بلدة بيل شاين.

## الجغرافيا
تشايلد أوكيفورد تقع عند سفح هام هيل، وهو موقع أثري يضم حصنًا من العصر الحديدي، وتطل على وادي نهر ستوور. تشتهر المنطقة بالمناظر الطبيعية الريفية والمسارات المخصصة للمشي.

## السكان
وفقًا لتعداد عام 2011، بلغ عدد سكان القرية 1,114 نسمة.

## المعالم
من أبرز معالم تشايلد أوكيفورد:
- كنيسة القديس نيكولاس التي تعود للعصور الوسطى.

- أطلال طواحين قديمة ومواقع أثرية مرتبطة بتاريخ القرية.